# 沙茶醤
沙茶醤（サーチャージャン）は、主に福建料理、潮州料理および台湾料理において使用される調味料。インドおよび東南アジアを起源とする。大豆油やにんにく、エシャロット、唐辛子、シナビラメ (魚)、干しエビを原料とし、旨味と辛味をあわせもつ。
沙茶醤には以下に示した様に複数の用途がある。
- スープのベースとして
- バーベキューの際の下味用香辛料として
- 炒め物に用いる調味料として
- 火鍋料理などにおけるタレとして

沙茶醤は福建語でサテ（sate）と呼称されるが、これは元来東南アジアの調味料である「サテソース」が中国に伝来したことを示している。ただし、その由来となった東南アジアのサテソースは、ピーナッツを主たる材料とする点で沙茶醤とはかなり異なっている。